# Канарски горбил
Канарските горбили (Umbrina canariensis) са вид актиноптери от семейство Минокопови (Sciaenidae).
Те са незастрашен вид.
Таксонът е описан за пръв път от Ашил Валансиен през 1843 година.